# غوستافو سيلفا
غوستافو سيلفا هو لاعب كرة قدم برازيلي في مركز الهجوم، ولد في 1997 في كامبو لارغو في البرازيل. لعب مع نادي كورينثيانز.

## وصلات خارجية
- غوستافو سيلفا على موقع قاعدة بيانات كرة القدم.إي يو (الإنجليزية)
- غوستافو سيلفا على موقع Soccerway.com (الإنجليزية)